# Marathon van Utrecht 2003
De Utrecht Marathon 2003 (ook wel Leidsche Rijn City marathon) vond plaats op maandag 21 april 2003. De wedstrijd werd georganiseerd door Athletic Point. Het parcours liep van Vleuten naar De Meern met als start en finishlocatie de Middelweerdweg. 
Bij de mannen werd de hele afstand gewonnen door de Nederlander Luc Krotwaar met een tijd van 2:13.40. Hij miste hiermee de limiet voor de Olympische Spelen van 2004, maar verbeterde wel en passant het parcoursrecord. De Belg Ronny Ligneel werd tweede in 2:19.42. Bij de vrouwen was het de Belgische Mounia Aboulahcen, die met de hoogste eer streek. Zij finishte in 2:43.07.
Naast de klassieke afstand kende het evenement ook hardloopwedstrijden over de halve marathon.

## Uitslagen

### Marathon

#### Mannen
| rang   | naam                 | land | tijd    |
| ------ | -------------------- | ---- | ------- |
| Goud   | Luc Krotwaar         | NED  | 2:13.41 |
| Zilver | Ronny Ligneel        | BEL  | 2:19.42 |
| Brons  | Stephen Bwiri Mganga | TAN  | 2:26.01 |
| 4      | Oleg Safronov        | RUS  | 2:29.55 |
| 5      | Jiri Walensfeld      | CZE  | 2:31.23 |

#### Vrouwen
| rang   | naam              | land | tijd    |
| ------ | ----------------- | ---- | ------- |
| Goud   | Mounia Aboulahcen | BEL  | 2:43.09 |
| Zilver | Agnes Hijman      | NED  | 2:57.27 |
| Brons  | Magda Van Mol     | BEL  | 3:17.50 |
| 4      | Jettie de Ruyter  | NED  | 3:19.14 |
| 5      | Marianne Knapen   | NED  | 3:29.39 |

### Halve marathon

#### Mannen
| rang   | naam   | land | tijd    |
| ------ | ------ | ---- | ------- |
| Goud   | Leley  | KEN  | 1:07.29 |
| Zilver | Muturi | KEN  | 1:10.40 |
| Brons  | Gonfa  | ETH  | 1:11.51 |

#### Vrouwen
| rang   | naam               | land | tijd    |
| ------ | ------------------ | ---- | ------- |
| Goud   | Petra Kamínková    | CZE  | 1:17.41 |
| Zilver | Kipyego            | KEN  | 1:18.49 |
| Brons  | Monique Andriessen | NED  | 1:25.13 |

1978 · 
1979 · 
1980 · 
1981 · 
1982 · 
1983 · 
1984 · 
1985 · 
1986 · 
1987 · 
1988 · 
1989 · 
1990 · 
1991 · 
1992 · 
1993 · 
1994 · 
1995 · 
1996 · 
1997 · 
1998 · 
1999 · 
2000 · 
2001 · 
2002 · 
2003 · 
2004 · 
2005 · 
2006 · 
2007 · 
2008 · 
2009 · 
2010 ·
2011 ·
2012